# Ma Peihua
 (mai 2024).
Ma Peihua (né en août 1949) est un homme politique chinois, qui a été vice-président de la Conférence consultative politique populaire chinoise,,.

## Sources et références
1. ↑  何虎生, 李耀东, 向常福主编, 中华人民共和国职官志, 北京, 中国社会出版社,‎ 2003 (ISBN 9787800883934)
2. ↑  « 马培华任民建中央第一副主席，郝明金任民建中央常务副主席 » [archive du 25 décembre 2016], 澎湃新闻 (consulté le 24 décembre 2016)
3. ↑  « 马培华简历 » [archive du 7 avril 2014], 民建中央